# Ville Järveläinen
Ville Järveläinen (* 24. Februar 1993 in Hämeenlinna) ist ein deutsch-finnischer Eishockeyspieler, der seit Juli 2024 bei den Starbulls Rosenheim aus der DEL2 unter Vertrag steht und dort auf der Position des rechten Flügelstürmers spielt. Zuvor war Järveläinen unter anderem für die Bayreuth Tigers in der DEL2 und seinen Heimatklub HPK in der finnischen Liiga aktiv.

## Karriere

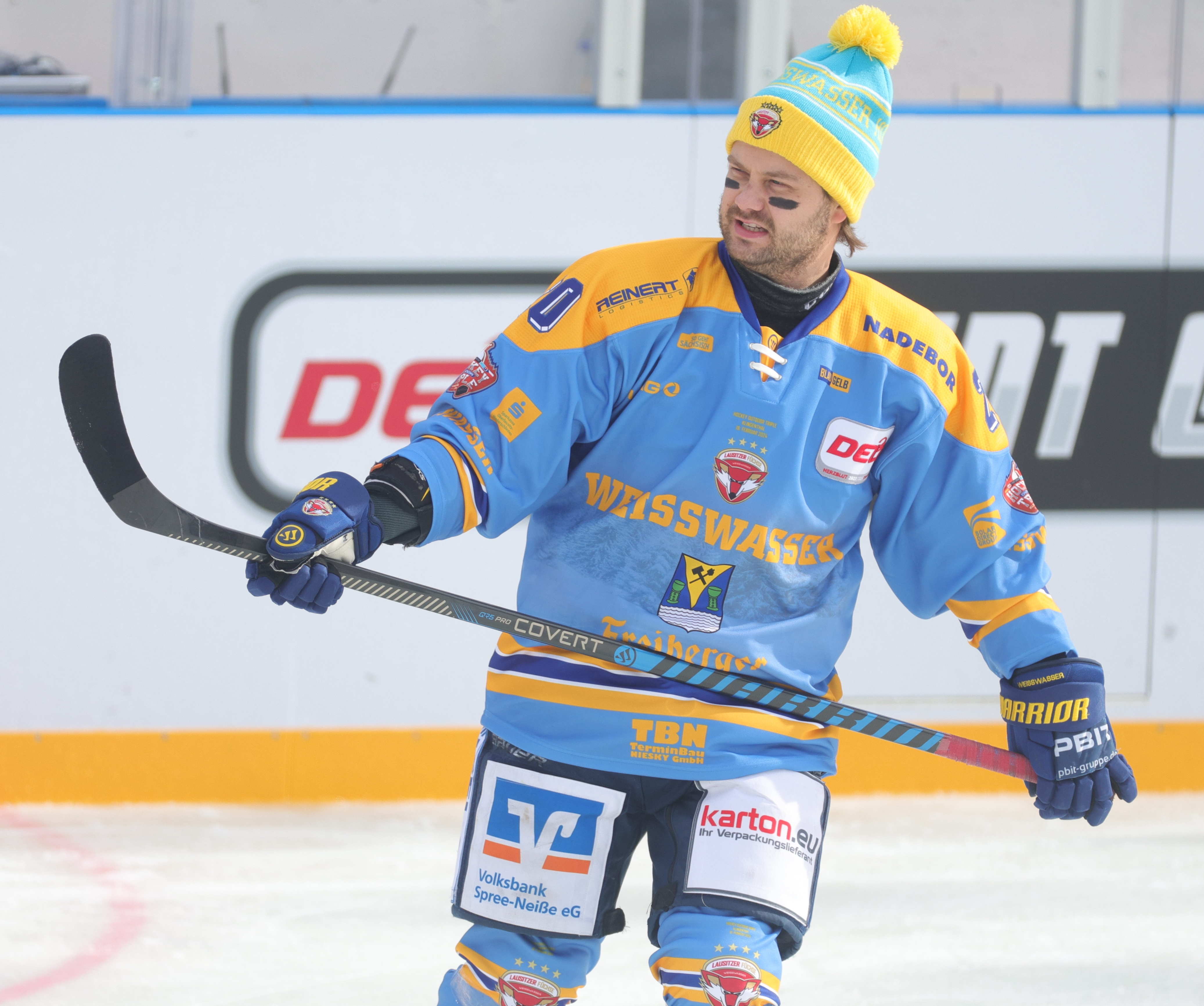
Järveläinen im Trikot der Lausitzer Füchse (2024)

Järveläinen startete seine Karriere in der Nachwuchsabteilung von Hämeenlinnan Pallokerho, dem Eishockeyklub seiner Heimatstadt Hämeenlinna und wurde 2011 mit dem Preis Yrjö Hakala -palkinto als bester Nachwuchsspieler ausgezeichnet. Als 18-Jähriger wechselte er zu den Green Bay Gamblers in die United States Hockey League (USHL) und sammelte dort erste Erfahrungen im Ausland. Eine Saison später kehrte er in sein Heimatland zurück und heuerte beim Mestis-Teilnehmer Heinolan Peliitat an. Dort konnte er mit beinahe einem Punkt pro Spiel überzeugen und wurde noch während der laufenden Saison im Januar 2013 von HPK verpflichtet, für den er am 25. Januar sein Debüt in der Liiga feierte. In den Playoffs wurde er hauptsächlich für das Juniorenteam des Klubs eingesetzt und hatte somit entsprechenden Anteil an deren Meistertitel in der Nuorten SM-liiga. Trotz seines Wechsels während der Saison hatte er am Ende die meisten Torvorlagen eines Nachwuchsspielers der laufenden Mestis-Saison.
Nach drei weiteren Spielzeiten in der Liiga – zeitweise in der Mestis eingesetzt – entschloss sich der zuletzt bei Saimaan Pallo unter Vertrag gestandene Järveläinen für einen Wechsel nach Deutschland zu den Heilbronner Falken in die DEL2 und avancierte auch dort zum verlässlichen Scorer. Die darauffolgende Saison verbrachte der Finne bei den Gentofte Stars in Dänemarks höchster Spielklasse, der Metal Ligaen. Zur Saison 2018/19 wurde er von den Bayreuth Tigers verpflichtet und kehrte somit in die DEL2 zurück. Er gehörte insgesamt fünf Spieljahre zum Kader der Tigers und etablierte sich als Topspieler der Liga mit stets mehr als einem Punkt pro Spiel. Dort reifte Järveläinen auch zum Führungsspieler und war drei Jahre Assistenzkapitän, eine sogar Kapitän. Zur Saison 2023/24 wechselte der schnelle Angreifer zum Ligakonkurrenten Lausitzer Füchse nach Weißwasser. Nach nur einer Saison wurde er von seinem Landsmann Jari Pasanen zu den Starbulls Rosenheim gelotst. Dort fand der nun mit deutschem Pass auflaufende Järveläinen nach Anlaufschwierigkeiten zu alter Stärke zurück. Im März 2025, vor den anstehenden Playoffs, wurde seine vorzeitige Vertragsverlängerung bekannt gegeben.

### International
Zwischen der U16 und U20 kam Järveläinen regelmäßig zu Einsätzen in den finnischen Nachwuchsnationalteams und vertrat Finnland in den Jahren 2011 bei der U18- und 2013 bei der U20-Weltmeisterschaft. Dabei kam der junge Angreifer auf insgesamt zwölf WM-Einsätze, in denen er siebenmal punktete.

## Erfolge und Auszeichnungen
| - 2009 Finnischer U18-Vizemeister mit Hämeenlinnan Pallokerho - 2010 Finnischer U18-Vizemeister mit Hämeenlinnan Pallokerho - 2011 Yrjö Hakala -palkinto | - 2012 Clark-Cup-Gewinn mit den Green Bay Gamblers - 2013 Finnischer U20-Meister mit Hämeenlinnan Pallokerho |

## Karrierestatistik
Stand: Ende der Saison 2024/25

### International
Vertrat Finnland bei:
- U18-Junioren-Weltmeisterschaft 2011
- U20-Junioren-Weltmeisterschaft 2013

(Legende zur Spielerstatistik: Sp oder GP = absolvierte Spiele; T oder G = erzielte Tore; V oder A = erzielte Assists; Pkt oder Pts = erzielte Scorerpunkte; SM oder PIM = erhaltene Strafminuten; +/− = Plus/Minus-Bilanz; PP = erzielte Überzahltore; SH = erzielte Unterzahltore; GW = erzielte Siegtore; 1 Play-downs/Relegation; Kursiv: Statistik nicht vollständig)